# Agnès Evren
Agnès Evren (Paris, 27 de dezembro de 1970) é uma política francesa que foi eleita membro do Parlamento Europeu em 2019. Desde então, ela tem servido na Comissão do Meio Ambiente, da Saúde Pública e da Segurança Alimentar e na Comissão das Petições.
Além das atribuições de sua comissão, Evren faz parte das delegações do parlamento para as relações com o Afeganistão, a Palestina e a Assembleia Parlamentar da União para o Mediterrâneo. Ela também é membro do Intergrupo URBAN.

## Vida pessoal
Evren é de origem turca.